# Јене Бузански
Јене Бузански (мађ. Buzánszky Jenő; Ујдомбвар, 4. мај 1925 – Естергом, 11. јануар 2015) бивши је мађарски фудбалер и тренер.

## Каријера
Бузански је играо на месту десног бека како у свом матичном клубу Дорог, тако и у националној селекцији. Био је једини члан националног тима који није играо нити за ФК МТК Хунгарија, ФК Хонвед или за ФК Ференцварош. Заједно са голманом Грошичем је једини преостали члан те чувене генерације мађарских фудбалера из педесетих година 20. века.
Одиграо је 274 лигашке утакмице и после играчког пензионисања 1961. постао је тренер а 1996. године је изабран за потпредседника мађарског фудбалског савеза.

### Национална селекција
Бузански је свој деби имао 12. новембра 1950. на утакмици против Бугарске, када је резултат био нерешен 1:1.
Као репрезентативац је одиграо 48 утакмица за Мађарску, помогао је као члан тима да Мађарска освоји злато У Хелсинкију 1952. и освоје Централноевропски интернационални куп 1953. такође је играо на обе историјске утакмице против Енглеске, 23. новембра 1953. у Лондону на Вемблију, (6:3) и у Будимпешти када су Мађари победили са 7:1.
Играо је на светском првенству 1954. и светском првенству 1958. где је одиграо све утакмице првенства.

## Клубови

### Као играч
- 1941–1946 Вашуташ Домбовар (Dombóvári Vasutas)
- 1946–1947 ВСК Печуј (Pécsi VSK)
- 1947–1949 АЦ дорог (Dorogi AC)
- 1949–1950 Тарна Дорог
- 1951–1956 Бањас Дорог
- 1957–1960 АЦ Дорог

### Као тренер
- 1961–1965 АЦ Дорог
- 1965–1968 Вашаш Естергом
- 1968–1969 АЦ Дорог
- 1969–1970 Вашаш Естергом
- 1970–1971 Фешпед Салиток (Fősped Szállitók)
- 1971–1978 АЦ Дорог

## Признања
Као играч:
Мађарска
- Олимпијски шампион
  - 1952.
- Шампион Централноевропског интернационалног купа
  - 1953.
- Светски куп
  - Финалиста: 1954.